# Porphyrinia polygramma
Porphyrinia polygramma är en fjärilsart som beskrevs av Philogène Auguste Joseph Duponchel 1836. Porphyrinia polygramma ingår i släktet Porphyrinia och familjen nattflyn. Inga underarter finns listade i Catalogue of Life.